# Chronologie de Nakhodka
Cette chronologie de Nakhodka liste les évènements historiques de la ville russe d'Extrême-Orient de Nakhodka, située dans le kraï du Primorié.

## XIXesiècle

### Années 1850
- 1856 : d'après une carte française de 1862, la corvette anglaise HMS Hornet (en) sous le commandement de C.K. Forsyth donna en juillet 1856[1] le nom à la baie actuelle de Nakhodka ; avec comme nom Freeman Harbor (en français port Freeman). Dans le même temps, les Britanniques ont donné un nom à la baie voisine[a] : Hornet Bay [b](selon d'autres sources ; par le navire anglais HMS Barracouta (en) le 21 août 1855[2])[3]. Le nom de Hornet est traduit en russe sous le nom de « Chmel »[c], ce qui signifie littéralement « bourdon »[4].

- 1859 : le 18 juin, la corvette russe « Amerika (ru) » découvre le golfe de Nakhodka, et le même jour, deux villages sur les rives droite et gauche de la baie sont signalés dans le journal de bord de l'Amerika [5] ; la carte montre l'embarcadère du cap Astafiev (ru)[6].

### Années 1860
- 1863 : un équipage d'un navire britannique est engagé pour défricher du bois au port de Noukhoukaï[d] (Noohookai Harbour) dans la baie de Hornet[7].
- 1864 : un poste militaire est fondé dans le fond de la baie par un sous-officier et quatre soldats[8].
  - Parmi le nombre d'exilés de Sakhaline, quatre familles et un célibataire nommé Vassili Nepomniachtchikh[9]ont souhaité s'installer à côté du poste. Ces paysans ont probablement déménagé à Soutchan[10].
- 1865 : seule mention documentaire du « village de Nakhodka » dans le livre métrique de la cathédrale de l'Assomption de Vladivostok (ru)[11].
- 1866 : le 2 octobre, le premier mariage est enregistré à Nakhodka - Vassili Nepomnyachtchikh[9], alors âgé de 40 ans avec Maria Alexandrova, âgée elle de 37 ans[12].
  - Le 8 décembre, le premier décès est enregistré à Nakhodka : Andrey Vassilievich Apolonski, âgé de 25 ans, mort d'une noyade[12].
- 1867 et 1869, le contre-amiral Constantin Stepanovitch Staritsky a identifié un point astronomique (observé) sur la première plate-forme de colline depuis l'eau au cap Basnine, à 52 pieds de haut, à partir duquel s'ouvrait le côté intérieur de la baie. Ses coordonnées : 42°47′45.1″N 132°52′40″E / 42.795861°N 132.87778°E[13].
  - Le 3 juillet 1867, le département spécifique sibérien (ru) a été établi par le plus haut commandement, la baie de Nakhodka a été désignée comme siège de celle-ci[14].
  - En décembre, des émeutes ont éclaté parmi les Manzi (ru) vivant à proximité de la baie de Nakhodka et à Soutchan[15]. Après le début de la dénommée guerre des Manzis, les Chinois ont tenté de capturer Nakhodka, mais l'attaque a été repoussée par un détachement armé de Constantin Stepanovitch Staritsky[16].
- 1868 : au printemps et en été, le dirigeant des Manzis, Li Gui, apparaît à plusieurs reprises à Nakhodka pour inspecter des détachements de Manzis et de Tazs arrivant des rivières du nord[17].
  - du 3 mai au 11 juin, pendant la « guerre des Manzi », un poste à Nakhodka de 35 soldats devint un refuge pour les habitants des villages russes[15] : des paysans se réfugiaient à Nakhodka avec des biens de valeur et du bétail[18].
- 1869 - Le 30 avril, des colons finlandais arrivèrent dans la baie de Nakhodka sur le bateau à vapeur Nakhodka (ru)[14].
  - A la fin de l'année Otto Von Lindholm, en face du poste de traite, construisit un immeuble d'habitation, qui fut appelé « datcha Nakhodka »[14].

### Années 1870
- 1870 : les navires qui se rendaient en Chine étaient chargés de charbon à Nakhodka[19].
- 1871 : au 1er janvier, 500 Coréens vivaient le long des rives de la baie de Nakhodka et le long de la rivière Soutchan, composés principalement de femmes et d'enfants orphelins[20].
  - Le 6 avril, à Nakhodka, Karl Harald Felix Furuhjelm (en) est décédé de la gangrène[21].
  - Le 24 juillet 1871, le sinologue Piotr Kafrov visite le poste de traite sur la goélette Vostok (ru) en tant que chef de l'expédition ethnographique[19].
- 1872 : le port de Nakhodka est considéré comme le meilleur endroit pour pêcher les algues par les Manzis, les indigènes de la région[8].
- 1873 : une unité hydrographique a été placée dans le port de Nakhodka afin de surveiller la météo et d'étudier l'état hydrographique de la baie de Nakhodka pour une utilisation ultérieure[22]. La station est équipée d'une lunette astronomique de l'observatoire de Poulkovo dès 1873[23].
  - Le 25 mai, le transfert de la propriété du département spécifique sibérien au département maritime a été accompli, les fonctionnaires sont partis par la Sibérie à Saint-Pétersbourg[19].
  - Le 14 août 1873, le navire anglais HMS Dwarf en route pour le Japon, passant par les possessions russes, se dirigea vers le port de Nakhodka. Ici se trouvait une petite colonie militaire russe, composée de deux officiers et de 50 personnes, il n'y avait pas d'autres colons[24].
  - Le 16 août, la corvette Vityaz est entrée dans la baie de Nakhodka, dont le commandant a signalé que la baie avait été abandonnée à la fois par les Russes et les Manzis[19].
- 1877 : les bâtiments de l'ancien poste de traite sont complètement vides. Personne ne vivait dans la baie de Nakhodka. Plusieurs marins ont été laissés pour observer les restes des bâtiments[14].

### Années 1880
- 1883 : Le golfe d'Amérique[e] est appelé par les Chinois Tune-hai-cao[f] (baie aux algues) en raison de l'abondance d'algues[25].
  - Sur les rives du golfe d'Amérique, du port de Nakhodka et de l'île d'Oblizina, quelques fanzas et cabanes d'été d'industriels d'algues sont disséminés[26].
  - Le port de Nakhodka est le centre de la pêche au chou[27].
- 1884 : la zone de la baie de Nakhodka s'appelait Tunkhatau[28].
- 1887 : un message du journal de Vladivostok daté du 16 août : « Après son arrivée dans la baie de Nakhodka, une rafle de cerfs a été organisée pour le prince Alexandre Mikhaïlovitch de Russie par voie maritime. » Après la chasse, le prince s'est rendu au village de Vladimirovka[g],[29].
- 1889 : Le lieutenant Andreïev détermina un point astronomique sur le cap Astafiev, à 289 brasses au sud-ouest de sa pointe nord. Ses coordonnées sont : 42°48′28.8″N 132°54′39.1″E / 42.808000°N 132.910861°E[30].

### Années 1890
- 1891 : de Vladimiro-Alexandrovskoïe à la baie de Nakhodka, avec la participation d'ouvriers coréens, une route carrossable de 24 verstes de long est construite[20].
  - Le magazine Niva a publié un article décrivant les ruines d'un ancien poste de traite dans la baie de Nakhodka[31].
  - Selon des rapports sur la pêche au crabe en 1891, cinq Coréens ont pêché le crabe dans la baie de Nakhodka[20].
- 1893 : en juin, le croiseur Admiral Kornilov a visité la baie, à bord de laquelle se trouvait le gouverneur militaire de l'oblast de Primorié Paul Simon Ounterberguer (en), des études hydrographiques ont été réalisées dans la baie[32].
- 1894 :dans la baie tranquille de Nakhodka, les entrepôts de Manzis de chou marin se pressent[33].
  - Le charbon de la mine de Soutchan est transporté par des paysans à Vladimirovka, où il est transporté sur les rives du Soutchan[33], d'où il est livré à Nakhodka sur des bateaux de Manzis, d'où il est exporté[33].
- 1896 : avec le début de l'exploitation du gisement de charbon de Soutchan, le problème de la pollution de la mer se pose; le gouverneur général de l'oblast de Primorié a adopté un décret « sur l'interdiction de stocker du charbon sur les rives de la baie de Nakhodka, afin d'éviter de polluer la mer et de réduire les bénéfices des familles de pêcheurs »[34].
- 1897 : Établissements chinois le long du littoral près de la baie de Nakhodka selon des données statistiques (basées sur des données d'un développement spécial du recensement de 1897)[35].
  - Le propriétaire d'une la compagnie maritime, Mikhaïl Cheveliov (en), pour les besoins de sa compagnie maritime, construit un bâtiment en bois sur la rive nord de la baie, qui sert de gare maritime et d'entrepôt pour les marchandises. À côté du bâtiment de Cheveliov, les Chinois ont ouvert deux magasins[20].
- 1898 : Des industriels chinois et coréens sont implantés à différents endroits de la baie, le seul signe de la fréquentation des rives de la baie par les Russes est le bâtiment en bois de la compagnie maritime Cheveliov[32].
- 1899 : à l'automne, le marchand de Vladivostok Andreï Kirillovitch Walden[h] s'installe au sommet de la baie de Nakhodka, qui y fonde une ferme d'élevage avec 40 têtes de bétail[22]. Auparavant, Walden avait déjà vécu au poste de traite de Nakhodka et connaissait les lieux[11].

## XXesiècle

### Années 1900

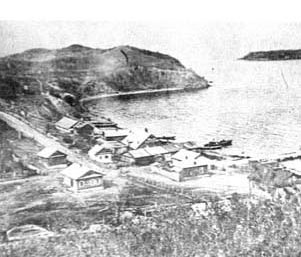
Le hameau d'Amerikanka au début du XXe siècle.

- 1900 : à la suite de l'appel du « Premier partenariat agricole de Soutchan[i]», ses membres chassèrent le bétail pour le pâturage à Nakhodka, la région de Nakhodka étant pratique, protégée par des collines de la mer pour l'apiculture et les potagers[11].
- 1905 : Le 29 avril, les sous-marins Dolphin et Som entrent dans la baie, qui jettent l'ancre au niveau de la datcha de Lindholm[36].
- 1906 : La ferme Zorka est apparue dans la baie de Nakhodka, avec à côté une jetée [37].
- 1907 : En été, sur les rives de la Kamenka, des colons du gouvernement de Tchernigov fondèrent le hameau d'Amerikanka (ru)[38].
- 1908 : Depuis mai, le ministère du Commerce a conclu un accord avec la compagnie maritime Guenrikj Gougovitvh Keïzerling pour l'entretien des lignes de fret et de passagers, la ligne entre Vladivostok et Nakhodka était desservie par le navire Sibir[20].
  - Cette année-là, les Japonais pêchaient illégalement dans le golfe de Nakhodka[16].
- 1909 : Le 2 mai, un poste de douane est formé dans la baie de Nakhodka[20].

### Années 1910
- 1910 : Le 31 octobre, « Nakhodka - un village à l'embarcadère des bateaux à vapeur » est mentionné [37] .
  - Selon Spoutnik po Far Vostok (1910), sur la rive de la baie près du cap Astafiev, des fanzas de Chinois se sont blottis, se livrant à la pêche, à la pêche au chou et au trepang. Un peu plus loin, sur la même rive de la baie, il y avait des bâtiments de datcha du marchand de Vladivostok Lindholm[39].
- 1911 : Le 1er octobre, lors d'une réunion présidée par le ministère des biens d'État de l'Empire russe (ru) du territoire de l'Amour avec la participation du forestier de la foresterie de Soutchan, la question de la formation d'un village près de la jetée de la baie de Nakhodka a été examinée[40].
- 1913 : Selon la Déclaration des biens de l'État...: le village formé sur la rive de la baie de Nakhodka dans le golfe d'Amérique est censé s'appeler le village de Nakhodka[41].
- 1914 : Dans le magazine "Jeune Russie" sur la baie de Nakhodka, il a été brièvement rapporté que ses rives étaient « de peu d'intérêt et désertes »[42].
- 1915 : En avril, le "Partenariat de Fedechkin and Co." dans un fanzas adapté au cap Astafiev établit la première production de crabe en conserve[43].
  - Cette année-là, le poste douanier est transformé en avant-poste douanier, qui surveille la pêche des locaux[43] .
- 1917 : sur la rive nord de la baie de Nakhodka , la colonie de type urbain de Nakhodka était située[44]. En 1917/1918, dans le secteur des rues Leninskaïa - Sedova, il y avait une ferme nommée Tsitsevaï[45].
  - Le conseil de village du hameau d'Amerikanka est formé[38].
- 1918 : D'après le document du chef de l'entreprise de réinstallation dans le raïon de Primorié daté du 6 mars, le village de Nakhodka a été formé sur les parcelles du domaine prévues par le ministère des biens de l'État en 1912[46].
  - Selon les informations de 1918, 7 fermes étaient situées près du village le long des rives de la baie, il y avait environ 200 fanzas de chinois et coréens ainsi que des pêcheurs sur la côte [46] .
  - Le conseil de village de la commune urbaine de Nakhodka a été formé, dont le président était David Ioudine[46] .
- 1919 : Au printemps, le village d'Amerikanka est bombardé par l'artillerie du croiseur anglais HMS Kent. Le 22 avril 1919, des membres du conseil de village d'Amerikanka sont fusillés par les gardes blancs [38] .

### Années 1920
- 1920 : Des soldats japonais, vêtus de longs pardessus, débarquent sur les rives du golfe d'Amérique près de plage Vojna[j]. Au début, ils se sont installés pour vivre sur le littoral du golfe, mais à cause des tempêtes de sable, ils ont déménagé dans la baie de Nakhodka[47].
  - Une artel de pêcheurs a été formé dans la baie de Nakhodka et d'autres endroits proches. »[48].
- 1921 : Vers la fin de l'année, les soldats japonais quittent Nakhodka[47].
- 1923 : Le selsoviet du village d'Amerikanka est à nouveau formé. Le conseil du village coréen Nakhodka a également été formé[48].
- 1926 : Selon le recensement, sur le site de la future ville se trouvaient: le village de Nakhodka I (baie), Amerikanka, le village de Baza Dalles et le village de Zorka. Parmi les fermes du raïon de Soutchan en 1926, il y avait une ferme ; Nakhodka (Stepanovka)[48].
  - Selon le relevé du recensement, il y avait, une zone de pêche près du cap Chefner (ru) (loué par la coopérative Vladivostok Primpromsoyuz), une au cap Lindholm - l'artel Komsomolets ; une au cap Sredny ; une dans la baie de Moussatov ; une au niveau du rocher Bakhirev (ru). Il y avait aussi des communautés rurales[k] du comité croisé du raïon de Soutchan au caps Astafiev, Basnine et Chefner[49].

### Années 1930
- 1931 : d'après les mémoires d'un ancien B. Romanov, le village de Nakhodka (ru) était situé sur le site de la place du comité exécutif de la ville. Dans la zone de Padia Obodnaïa, il y avait un petit village de paysans pauvres ; le village d'Amerikanka. Dans le village de Dalgosrybtrest, situé sur le cap Astafiev, la vie était plus animée : il y avait plus de jeunes. Un autre coin habité de Nakhodka était la base de Dalles : un petit bâtiment en bois avec un bureau et des ateliers de l'artel se dressait dans la zone littorale au bord d'un lac côtier[50].
  - Dans la baie de Nakhodka, une expédition d'enquête d'hydrologues de Leningrad et de Vladivostok eut lieu[51].
  - Dalvodstroï a mené la première expédition hydrogéologique pour la construction d'un port commercial dans la baie de Nakhodka[52].
- 1933 : Début de la construction de la ligne de chemin de fer de Soutchan à la baie de Nakhodka[53].
- 1934 : La Far Eastern Shipping Company (en) développe le premier projet de construction d'un port commercial (2 zones de fret ; charbon et bois) sur les rives du golfe de Nakhodka vers l'embouchure du fleuve Soutchan, mais cette idée est abandonnée[53].
  - Le 14 novembre, l'ordre n°004 a été publié sur la formation d'un détachement de plongée combiné de la marine soviétique basé dans la baie de Nakhodka[54].
- 1935 : la construction du stade a commencé au printemps[55].
  - Le 1er mai, le premier train est arrivé de la gare de Gamarnik à la gare de Latsis[l],[55] .
- 1939 : Début de la construction du port, dans la zone de PSRZ et Rybstroy (quartier du Sud (ru))[51].
  - Le goulag a reçu l'ordre de transférer les camps de transit des prisonniers de Vladivostok à la baie de Nakhodka, qui devaient être utilisés dans la construction[56].
  - De Nakhodka, les prisonniers étaient transportés vers la Kolyma[57].
  - En avril, le premier vice-commissaire du peuple de la Marine N. G. Kuznetsov, avec un membre du Politburo du Comité central du Parti communiste de l'Union soviétique Andreï Jdanov, qui a supervisé les questions du Commissariat du peuple de la Marine, a visité la baie de Nakhodka, où il était prévu de construire un nouveau port commercial[56]. Après avoir examiné la baie, Jdanov a déclaré que : « Cet endroit sera une merveilleuse ville portuaire[m]»[53].
  - En septembre, les hameaux de Tompanza TSU, Podgorodny et Obodnaïaa Pad sur le territoire du conseil de village d'Amerikanka ont été liquidés car n'ayant aucun bâtiment résidentiel[58].
  - En octobre, le Conseil des commissaires du peuple de l'URSS et le Comité central du PCUS ont adopté une résolution « Sur le transfert du port commercial de Vladivostok à la baie de Nakhodka »[56].
  - Le 15 novembre, un ordre secret a été émis « « pour restreindre les activités des chantiers et des services situés dans les limites de la ville de Vladivostok », en les transférant dans la baie de Nakhodka . En effet, comme Vladivostok devenait une ville fermée, il fallait trouver un nouveau port ouvert sur le commerce international[59].

### Années 1940
- 1940 : le point de transit Vladperpunkt du Dalstroï a été transféré à Nakhodka[60].
  - Le 16 juin, par décret du Présidium du Soviet suprême de la RSFSR, la localité de la baie de Nakhodka, a reçu le statut et nom de commune urbaine de Nakhodka[61].
  - Le 19 octobre, le Présidium du Soviet suprême de l'URSS a publié un décret secret Sur le déplacement du Sudremzavod de Vladivostok à Nakhodka[62].
- 1941 : Dans des conditions de guerre et avec la situation géopolitique compliquée avec le Japon[n], le département Primorien du Dalstroï avec toutes ses divisions a été transféré de Vladivostok à la baie de Nakhodka[63].
- 1942 : les travaux de construction ont commencé pour le port commercial de Nakhodka[64].
- 1944 : la construction du port reprend[65].
- 1946 : le premier quai est mise en service dans le port[65].
  - Le 26 juillet, explosion du paquebot Dalstroï (en) au cap Astafiev : il pleut sur le sol des gouttes de fioul, 105 personnes y perdent la vie[66].
  - Le 8 août, les dépôts d'explosifs du Dalstroï explosent à 8 km des installations portuaires[67], situés dans les galeries souterraines d'un ravin près du col du Sennoï[68].
- 1947 : Nakhodka, un ancien point portuaire affecté au port de Vladivostok, est officiellement déclaré comme un port à part entière[65].
  - A l'arrivée de rapatriés russes de Chine sur le navire Ilitch à Nakhodka, les arrivées sont affectées aux villes de Sibérie, de l'Oural et de la partie centrale de la Russie de leur choix[69].
  - En décembre, le Conseil des ministres de l'URSS a adopté la résolution n°4039-1386s « Sur le transfert du port de commerce et de pêche de Vladivostok à la baie de Nakhodka »[56].
- 1948 : d'après les mémoires d'un ancien Z. Pomnikova, la construction d' un brise-lames de l'île Lisy au cap Povorotny a commencé, mais le projet n'a pas été réalisé[70].
  - La construction d'un chantier naval a commencé[71].
- 1949 : le chantier de réparation navale du Primorié (ru) est mise en service[72].
  - Au début de l'année, le premier transport de passagers est apparu, avec deux lignes d'autobus[73].
  - Le 30 août, le Conseil des ministres de la RSFSR[74] approuve le premier plan directeur du village de Nakhodka[75].
  - En novembre-décembre, 4 500 travailleurs sont arrivés à Nakhodka en provenance des régions de l'ouest du pays pour participer aux travaux de construction. La fiducie n°7 a été créée, qui a commencé à construire des logements et des équipements culturels et communautaires[65].

### Années 1950
- 1950 : Boris Sorodenko (ru), Héros de l'Union soviétique, s'installa à Nakhodka, et dirigeait la scierie[76].
  - Le 18 mai, par décret du Présidium du Soviet suprême de la RSFSR, le raïon de Nakhodka a été aboli et la ville de Nakhodka de subordination régionale a été formée[77].
  - Le 23 mai, par résolution du Comité exécutif du Conseil des travailleurs de Nakhodka, la résolution no 155 a été adoptée sur l'approbation des noms des premières rues de la ville : Centrale (aujourd'hui de Gagarine), perspective de Nakhodka (ru), de Moscou (aujourd'hui rue de Lénine (ru)), Lermontov et Krylov[72].
  - Le 28 juin, le journal Priboï a été fondé, et servait d'organe imprimé du comité du parti de la ville de Nakhodka. Le 15 octobre, le journal est rebaptisé « La bannière de Staline[o] »[72].
  - Le 4 décembre, par un décret du Conseil des ministres de l'URSS , un port de pêche maritime est créé[72].
- 1951 : Les chantiers navals de Nakhodka (ru) ont commencé à fonctionner[72].
  - Le 15 juin, la gare ferroviaire de Kamenka (aujourd'hui gare de Barkhatnaïa (ru)) est mise en service[72].
- 1953 : dans le cadre de l'ouverture de la ville aux visiteurs étrangers, le département Nakhodka de l'administration du KGB a été formé ; le plus grand en termes de personnel et d'équipement technique en Union soviétique après le département du KGB de la ville de Sotchi. Margaret Thatcher cita d'ailleurs lors d'un discours le département du KGB de Nakhodka pour monter qu'il fallait augmenter le personnel lié à la défense[78],[79].
  - Selon le plan général, la ville a été divisée en 5 zones résidentielles affectées aux ministères compétents, en fonction de l'emplacement des installations industrielles[75].
  - L'expédition archéologique d'Extrême-Orient de l'Institut de la culture matérielle de l'Académie des sciences de l'URSS a mené une expédition dans la baie de Nakhodka[80].
  - En mai, le navire Admiral Senyavin a amarré au port maritime avec des prisonniers amnestiés (en) à bord. Après avoir débarqué, les passagers du navire se sont pris aux passants, dévalisent les magasins et entrant en conflit avec les ouvriers du Port de commerce et du Chantier naval, mais furent arrêtés par les militaires qui passaient par là, en ouvrant le feu sur les assaillants[81].
  - Le 12 mars, juste après la mort de Joseph Staline, un télégramme gouvernemental a été envoyé de Vladivostok par le chef du département politique, Doudorov : « Au nom des marins de l'Extrême-Orient, nous vous demandons de renommer la ville de Nakhodka en ville de Stalinomorsk[p], et le golfe de l'Amérique, au bord de laquelle se dresse cette ville, jusqu'à la baie Stalinomorski[p] »[q],[82],[83].
- 1954 : Des membres du Présidium du Comité central du PCUS se sont rendus à Nakhodka, après quoi il a été chargé de prendre des mesures « [...] pour que la ville de Nakhodka soit vraiment une fenêtre de notre pays face à l'Asie et à l'Amérique »[r],[65].
  - En avril, une radio locale fait son apparition à Nakhodka[84].
- 1956 : Le 23 décembre, 1025 des derniers prisonniers de guerre japonais sont graciés par les représentants du gouvernement japonais[85].
- 1958 : un parc (ru)est aménagé près de la Maison des jeunes.
  - Un signe commémoratif « Deux Ancres » a été érigé [72] .
  - En novembre, le Nakhodka Club of International Friendship a été ouvert, qui avait une bibliothèque, une salle de cinéma, un bar et une salle de bal[86].
- 1959 : Des élèves de l'école secondaire n°16 de Nakhodka découvrent un site antique ou médiéval sur la colline de Skoldotchka[87].

### Années 1960
- 1961 : Un jumelage est établi avec la ville japonaise de Maizuru[88].
  - La ligne maritime de passagers Nakhodka - Yokohama (ja) a été ouverte[89].
  - Le 27 avril, la rue de Moscou a été rebaptisée de Lénine[90].
- 1965 : Le bureau des douanes a été ouvert à Nakhodka[91].
- 1966 : Un jumelage est établi avec la ville japonaise d'Otaru[92].
  - La ligne de passagers maritime Nakhodka - Yokohama - Hong Kong a été ouverte[93].
- 1968 : une polyclinique pour les pêcheurs a été construite et ouverte, capable de prendre en charge environ 600 patients par jour[94].
  - Le Nakhodka Musical College a été ouvert[95].

### Années 1970
- 1970 : 16 octobre : le jour de la fondation du club littéraire Ieleguyi, lorsque, sous la houlette du directeur de la bibliothèque a accueilli la première réunion des amoureux de la littérature de la ville[96].
- 1972 : 1er janvier, la Compagnie maritime du Primorié (ru) est créée[97].
- 1974 : la fiducie KPD-2 a été formée, transformée plus tard en association industrielle et de construction Nakhodkagrazhdanstroy [97] .
  - Lors des préparatifs de l'arrivée du président américain George Ford au Primorié, le gouvernement soviétique a alloué 20 millions de roubles pour améliorer les routes à Nakhodka, et les anciennes casernes du camp de concentration ont été incendiées en même temps[98].
- 1975 : Un jumelage est établi avec la ville américaine d'Oakland[99].
- 1976 : mise en service de l'usine KPD-80 : la construction de logements a été réalisée à Nakhodka et Partizansk[s],[100].
- 1977 : Un jumelage est établi avec la ville japonaise de Tsuruga[88].
  - Le 3 juin, le décret du Conseil des ministres de l'URSS n ° 467 « sur les mesures de développement en 1978-1985 » a été adopté. Le document a déterminé la construction à grande échelle de logements, d'équipements et d'infrastructures[101].
- 1979 : le club de football Okean est créé[102].

### Années 1980
- 1981 : En août, le navigateur norvégien Thor Heyerdahl a visité Nakhodka, qui a participé au Séminaire international pour jeunes chercheurs sur la coopération dans l'océan Pacifique, organisé au Club maritime international. Il a visité le musée de la ville, où il a laissé un autographe en souvenir : « Je souhaite que la ville grandissante de Nakhodka devienne un centre bien connu d'activité pacifique sur Terre ! Cordialement Thor Heyerdahl. Nakhodka, le 24/08/1981[t].»[103].
- 1986 : Le 9 juin, un incendie s'est déclaré sur le territoire de l'usine de boîtes de conserve de Nakhodka (ru) ; le plus important incendie de l'histoire de la ville. L'incendie s'est déclaré dans un entrepôt de stockage de conteneurs en carton, et a ensuite couvert une superficie de plus de 2,5 mille m². Des unités de Partizansk, Vladivostok, Artiom et Bolchoï Kamen ont participé à l'extinction de l'incendie. 4 personnes ayant participé à la lutte contre l'incendie sont décédées[104].
- 1987 : en juillet, deux habitations du complexe résidentiel pour jeunes (ru) de Nakhodka ont été inaugurés[65].
- 1988 : le journal Dalni Vostok (ru) a parlé de l'existence de la prostitution à Nakhodka[105].
- 1989 : Un jumelage est établi avec la ville américaine de Bellingham[106].

### Années 1990
- 1990 : en octobre, sur la base de la décision du Conseil suprême de la RSFSR, la zone économique franche « Nakhodka » est créée[107].
- 1991 : Un jumelage est établi avec la ville chinoise de Jilin[108].
- 1992 : en août-novembre la privatisation massive des entreprises a été réalisée[109].
- 1993 : Le 16 avril, le vice-président Alexandre Routskoï lors d'une réunion du Conseil suprême, il a accusé l'administration de la zone franche de Nakhodka d'avoir violé la procédure de privatisation des entreprises et, se référant aux conclusions de la commission, a fait une déclaration bruyante sur les « 12 valises de preuves compromettantes » collectées[109].
  - Le 14 juillet à 00 h 20, un tremblement de terre s'est produit à Nakhodka, à 01 h 30, une alarme a été annoncée concernant un tsunami imminent : les gens ont quitté leurs maisons et se sont rendus sur les hauteurs, mais aucun raz-de-marée n'eut lieu[110].
- 1995 : en janvier, la société de radiodiffusion "Free Nakhodka" [84] est créée.
  - Le 23 janvier, la radio « Nakhodka » est apparue[84].
- 1997 : Meurtres du tueur en série Vadim Krotov (en)[111].
- 1998 : La rue commerçante Xuan-Yuan a été ouverte, qui a reçu le nom populaire de « Muraille de Chine »[112].
- 1999 : Du 22 au 29 août à Nakhodka, s'est tenue la XVIIe réunion des maires de 25 villes de Sibérie, d'Extrême-Orient et de la côte ouest du Japon. Lors de la conférence internationale, les questions de développement des relations dans le domaine de l'économie, de la culture, des sports et de l'écologie ont été discutées[113].

## XXIesiècle

### Années 2000
- 2001 : la direction du port commercial, dirigée par le directeur général Gueli Miasnikov, a vendu environ 60% des actions du port à Evrazholding pour 10 millions de dollars[114],[115].
- 2002 : l'entreprise municipale de transport de passagers Nakhodka n°1 a été privatisée[73] .
- 2007 : Le 18 mai, la galerie d'art de la ville « Vernissage[u] » a été ouverte[116].
- 2008 : l'aire protégée « Côte sud-ouest de la baie de Pierre le Grand » (créée en 1998) a été dissoute[117].
  - Entre Nakhodka et Jōetsu, un câble de communication à fibre optique de 900 km a été posé le long du fond marin, reliant le Japon à la Russie et à l'Europe[118].
- 2009 : Le 21 juillet, un typhon a frappé Nakhodka, au cours l'équivalent de deux mois de précipitations est tombée. Un régime d'urgence a été introduit dans la ville pendant une journée[119].

### Années 2010

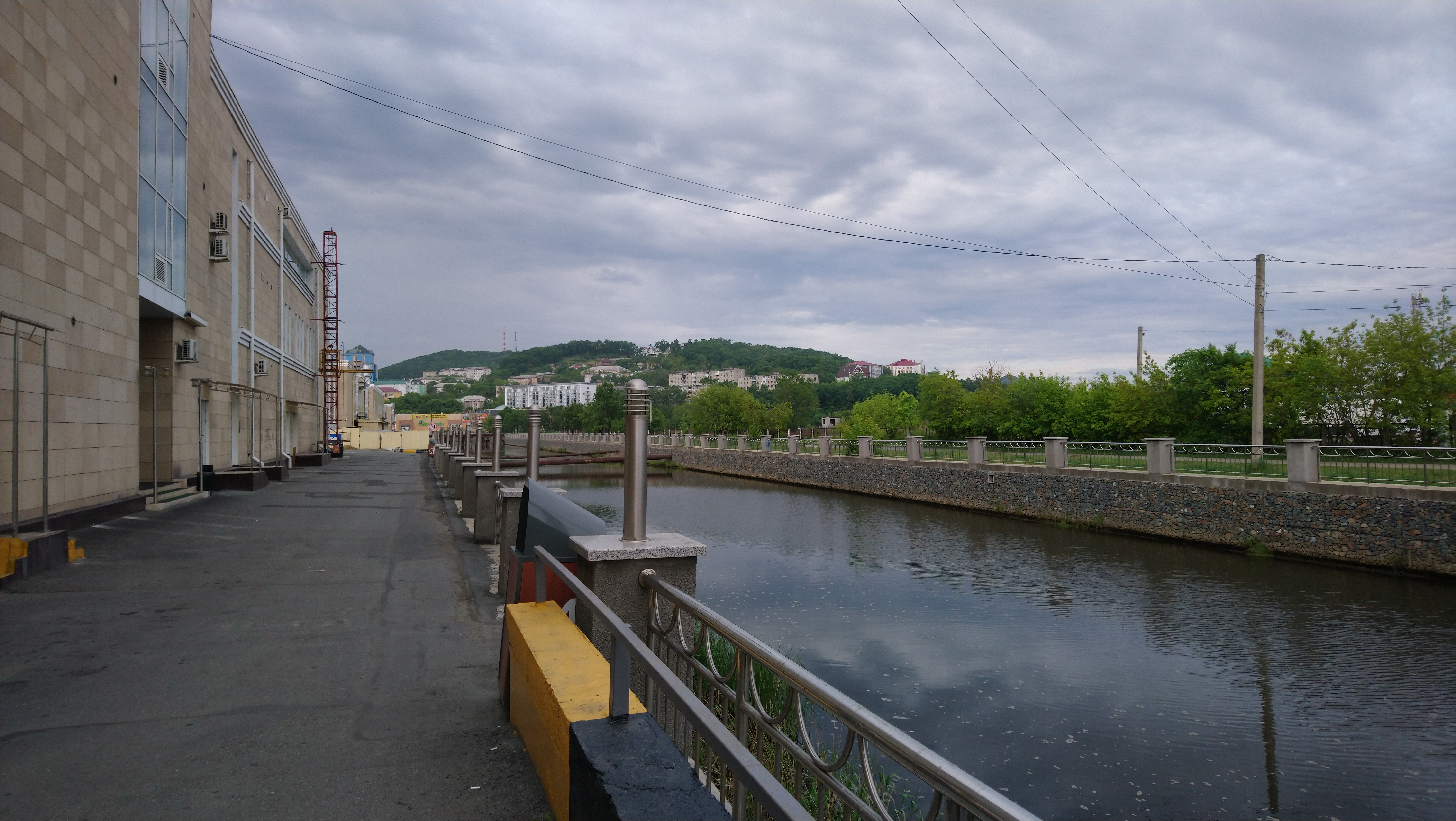
Quai sur la Kamenka.

- 2013 : la construction de digues et quais le long du fleuve Kamenka a été achevée, construction qui avait commencé en 2008[120].
  - Le 23 mars, environ un millier de personnes se sont rassemblées lors d'nu rassemblement : partisans et opposants à la construction de VNHK (ru) et de son complexe pétrolier avec des raffineries. Les supporters qui constituaient la majorité ont sorti des affiches « Raffinerie - à Nakhodka! Adversaires - dans la fournaise » [121].
- 2016 : faillite de PMP, qui avait une flotte de 9 pétroliers, qui a été vendue pour 215 millions de dollars[122].
  - Effondrement des structures de protection des berges de la Kamenka : d'abord, le mur de gabions s'est penché vers le lit de la rivière, puis s'est effondré dans l'eau (trois autres effondrements se sont produits en 2017 et 2019).
  - Le consulat général de la RPDC[123] est fermé, qui était le dernier des consulats généraux auparavant situé à Nakhodka[124].
- 2017 : en février, une manifestation contre le transbordement de charbon à ciel ouvert a rassemblé environ trois mille personnes avec les slogans « Stop à la catastrophe écologique ! » et d'autres[125].
- 2018 : en mai, un rassemblement d'environ 150 personnes demandant l'interdiction du transbordement à ciel ouvert de charbon, personnes qui sont venus ont exprimé leur « désaccord avec les actions des transbordements de charbon qui violent l'environnement »[126].

### Années 2020

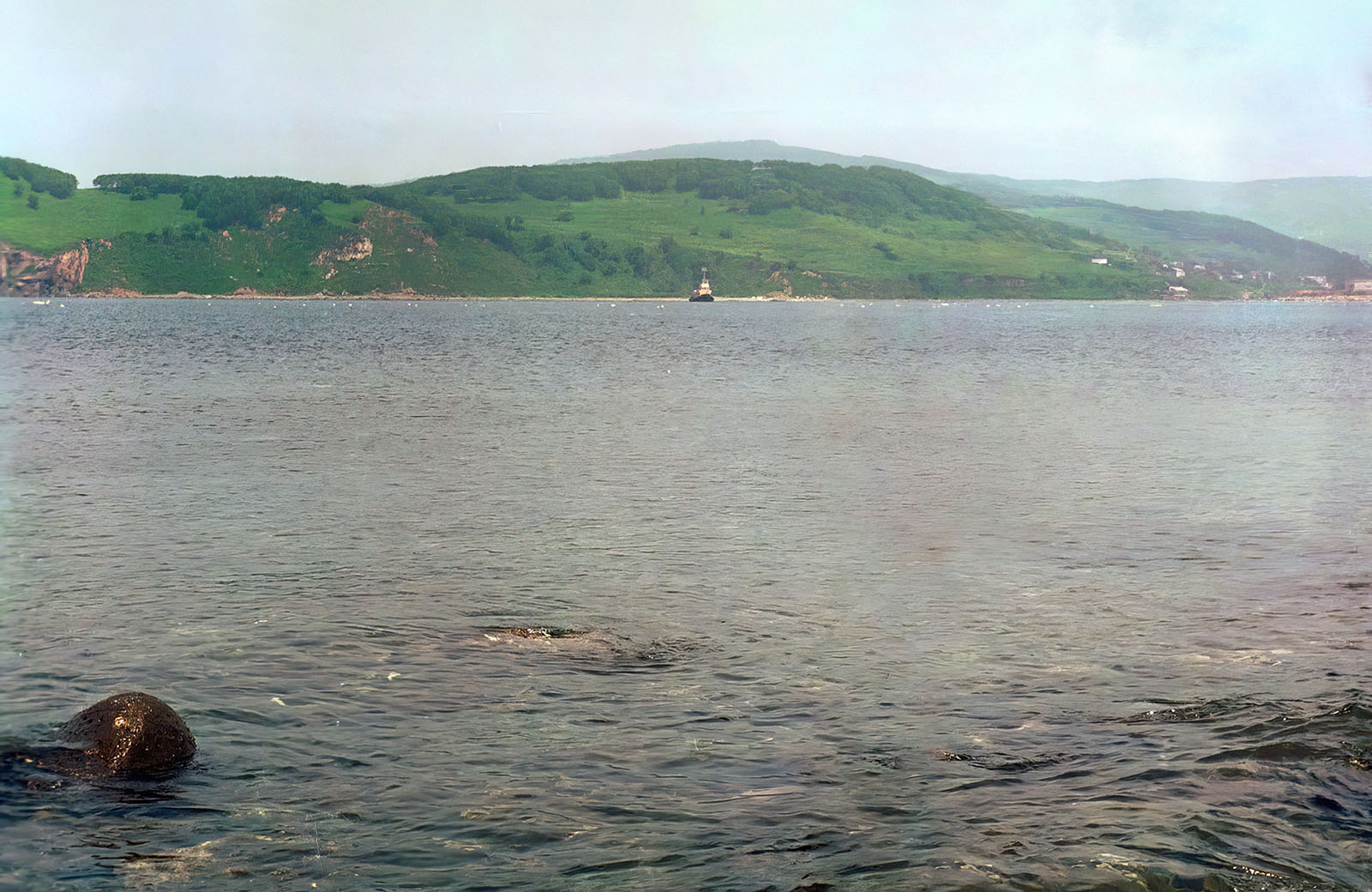
Baie de Kozmino.

- 2020 :  Le 8 mai, en raison de la pandémie de COVID-19, une quarantaine a été introduite à Nakhodka : l'entrée et la sortie de la ville ont été restreintes, un système de surveillance des habitants de la ville a été mis en place[127].
  - Le 27 juin, des opposants à la construction d'une usine d'engrais minéraux dans le quartier de Kozmino (ru) ont bloqué la circulation le long de perspective de Nakhodka (ru) pendant plus d'une heure[128].
  - Le 26 juillet, une action de protestation contre la construction d'une usine d'engrais minéraux a eu lieu sur la place du Partisan rouge, qui a rassemblé 500 à 600 personnes[129].
- 2021 : Le 20 novembre, un rassemblement a eu lieu sur la place du Partisan rouge contre la construction d'une usine d'engrais minéraux[130].
- 2022 : En avril, Tsuruga a suspendu son jumelage avec la ville à cause de l'invasion de l'Ukraine par la Russie[92].